# Kuwasi Balagoon
Kuwasi Balagoon (22 de dezembro de 1946-13 dezembro de 1986), nascido Donald Weems, foi um anarquista New Afrikan abertamente bissexual e membro do Partido dos Panteras Negras e Exército de Libertação Negra. Ele foi condenado à prisão perpétua em 1982 após sua participação no roubo de Brink em 1981, que deixou dois policiais e um oficial de segurança mortos.

## Biografia

### Juventude
Balagoon nasceu como Donald Weems na comunidade de maioria negra de Lakeland, no condado de Prince George, Maryland, em 22 de dezembro de 1946. No início dos anos 1960, o jovem Weems foi influenciado por Gloria Richardson e pelo movimento de Cambridge que ocorreu em Maryland em busca dos direitos civis dos afro-americanos. O movimento de Cambridge foi conhecido por romper com a "resistência passiva" e se tornar mais militante, com Gloria Richardson defendendo a autodefesa ativa como uma tática. O movimento de Cambridge acabou levando a motins raciais e, como resultado, a Guarda Nacional foi enviada a Maryland por um ano.
Depois de se formar no ensino médio, Weems ingressou no Exército dos Estados Unidos e foi enviado para a Alemanha, onde enfrentou racismo e ataques físicos de oficiais brancos e recrutas. Em resposta, Weems e outros soldados negros formaram um grupo secreto dentro do Exército chamado "Da Legislators", que realizou ataques de vingança. Foi durante este período na Europa que Weems visitou Londres, Inglaterra, onde conheceu imigrantes africanos, imigrantes negros do Caribe e outros britânicos negros. Weems achou a experiência de conhecer negros de outras nacionalidades estimulante e começou a abraçar um estilo de vida mais afrocêntrico.
Tendo servido três anos no exército, principalmente na Alemanha, Weems foi dispensado com honra em 1967. Ele voltou para casa nos Estados Unidos e se estabeleceu na cidade de Nova York, onde sua irmã Dianne agora morava.

### Ativismo em Nova York
Depois de se estabelecer na cidade de Nova York, Weems se tornou um militante e, no início, era particularmente ativo em greves de aluguel como parte do Community Council on Housing, um grupo de direitos dos inquilinos. Foi em nome do CCOH que, em 1967, Weems, sua irmã Dianne, o líder do CCOH Jesse Gray e dois outros militantes foram presos por conduta desordeira em Washington, DC depois que interromperam uma sessão do Congresso e trouxeram uma gaiola de ratos para a assembleia para evidenciar as condições de habitação urbana. A ação custou ao CCOH o financiamento de que dispunha e Gray não pode mais pagar seus principais ativistas.
Depois disso, Weems deixou o CCOH e se juntou ao Comitê Central de Autodefesa do Harlem, um grupo envolvido no fornecimento de comida e água para estudantes que ocupavam prédios como parte dos protestos da Universidade de Columbia em 1968 . Foi nessa mesma época que Weems se interessou e se envolveu com o Templo Yoruba no Harlem administrado por Adefunmi, que promovia uma forma de religião tradicional da África Ocidental. Adefunmi promoveu o nacionalismo negro e encorajou seus seguidores a "africanizar" tudo sobre si mesmos. Foi sob essa influência que Weems africanizou seu nome para Kuwasi Balagoon. “Kuwasi” é um nome ganense para um homem nascido no domingo, enquanto o nome ioruba “Balagoon” se traduz como “Senhor da guerra".

### Nacionalista Negro
À medida que os anos 1960 avançavam, Balagoon tornou-se cada vez mais envolvido no Movimento Black Power, bem como mais inclinado ideologicamente ao Nacionalismo Negro. Em suas próprias palavras, Balagoon disse que "[eu] me tornei um revolucionário e aceitei a doutrina do nacionalismo como uma resposta ao genocídio praticado pelo governo dos Estados Unidos". . ” Balagoon começou a ler obras como Autobiografia de Malcolm X e o livro de Robert F. Williams, Negroes with Guns, bem como o boletim informativo de Williams, The Crusader. Balagoon também foi influenciado por H. Rap Brown, que na época atuava como porta-voz do Student Nonviolent Coordinating Committee. Amalgamando todas essas influências, Balagoon passou a acreditar que o único meio de alcançar a "Libertação Negra" era através da " guerra de guerrilha prolongada".
Foi nesse ponto que Balagoon se juntou ao Partido dos Panteras Negras. Balagoon tomou conhecimento do BPP pela primeira vez após a prisão de Huey Newton, após um tiroteio com a polícia local em Oakland, Califórnia, em outubro de 1967. Na mesma época, o Student Nonviolent Coordinating Committee e o Movimento de Ação Revolucionária (Revolutionary Action Movement, RAM) estavam envolvidos na criação de uma seção dos Panteras Negras no Harlem, na cidade de Nova York. Balagoon rapidamente se juntou ao capítulo, citando a adoção do maoísmo pelos Panteras como um fator motivador.

### Julgamento da Pantera 21
Em fevereiro de 1969, Balagoon e outro membro do Partido dos Panteras Negras de Nova York, Richard Harris, foram presos sob acusação de roubo a banco em Newark, New Jersey. Em 2 de abril de 1969, 21 líderes e organizadores dos Panteras (incluindo Balagoon e Harris) foram indiciados, e outros 12 presos, sob a acusação de conspiração em um indiciamento de 30 acusações no que ficou conhecido como o Julgamento do Pantera 21. Entre as acusações estavam conspiração para bombardear o Jardim Botânico de Nova York e delegacias locais, bem como para assassinar policiais. Após sua prisão, a maioria dos réus foi libertada sob fiança de $100.000, no entanto, Balagoon foi detido sem fiança por causa de acusações mais graves levantadas contra ele. Balagoon e sua companheira pantera Sekou Odinga foram acusados de tentar emboscar e matar policiais de Nova York, supostamente impedidos apenas com a intervenção de mais policiais no local. Os advogados de defesa contra-argumentaram que esta acusação foi baseada no depoimento de testemunha do membro do BPP Joan Bird, que eles alegaram ter sido espancado pela polícia até que ela concordou em declarar isso. Depois de ouvir sobre a prisão de Bird e suposto espancamento, no dia em que foi acusado, Sekou Odinga escapou da custódia da polícia e fugiu. Ele evitou uma tentativa de prisão em 2 de abril e fugiu dos Estados Unidos para a Argélia, onde o líder dos Panteras, Eldridge Cleaver, agora estava baseado.
O caso de Balagoon foi separado dos 13 que haviam sido presos originalmente no julgamento do Panther 21, para que Balagoon fosse acusado de roubo em Nova Jersey. Após dois anos de prisão, esses 13 panteras foram eventualmente absolvidos. Enquanto isso, Balagoon se confessou culpado da acusação de que tentou atirar em policiais durante o roubo de Jersey e foi condenado a uma pena de 23 a 29 anos,

### Desilusão com as Panteras, Adesão ao Anarquismo
Foi nessa época que Balagoon ficou desiludido com a liderança do Partido dos Panteras Negras. Ele ficou particularmente desapontado com a expulsão do partido do ex-ranger do Exército Geronimo Pratt, que foi expulso após sua prisão em dezembro de 1970 pelo assassinato de Caroline Olsen em 1968. Pratt era uma figura popular entre os membros dos Panteras de Nova York e, em 1997, sua condenação por aquele assassinato foi posteriormente anulada e Pratt declarou inocência. Outros fatores continuaram a afastar as panteras da Costa Oeste e da Costa Leste; As panteras da Costa Oeste enviaram membros da Califórnia para atuar como líderes em Nova York, o que causou resentimento nos membros locais. As panteras da Costa Oeste e Leste também discordaram sobre a tendência da Costa Leste de aderir ao nacionalismo pan-africanista em vez do internacionalismo. As tensões chegaram ao clímax quando a liderança dos Panteras na Califórnia expulsou os membros da liderança de Nova York Dhoruba bin Wahad, Michael "Cetewayo" Tabor e Connie Matthews. Isso levou à divisão oficial dos Panteras em Nova York dos Panteras "nacionais".
Embora na prisão, Balagoon estava ciente desses eventos e ficou desmoralizado por eles. Balagoon, ao lado de muitos ex-Panteras presos ao lado dele, começou a olhar ideologicamente para o Anarquismo em resposta. Balagoon passou a acreditar que o Partido dos Panteras Negras havia deixado de ser um partido preocupado com a luta diária do povo negro na América e, em vez disso, estava totalmente focado em defender sua base de filiados em julgamentos judiciais contra o estado. Foi essa nova visão ideológica que também levou Balagoon a um novo grupo radical dos Panteras, denominado Exército de Libertação Negro, que defendia uma "guerra" contra o estado por membros que haviam se tornado "clandestinos".

### Primeira fuga da prisão
Em 27 de setembro de 1973, Balagoon escapou da prisão e se tornou ele proprio "clandestino". Ele permaneceu assim por aproximadamente oito meses até ser preso novamente após tentar ajudar Richard Harris a fugir, pois Harris estava em licença temporária da prisão para comparecer a um funeral. Balagoon e Harris foram pegos após serem feridos em um tiroteio com policiais e oficiais correcionais.
Preso mais uma vez, Balagoon se comprometeu ainda mais com o Anarquismo e começou a explorar as obras de Wilhelm Reich, Emma Goldman, Errico Malatesta, Buenaventura Durruti e Severino Di Giovanni e tentando aplicar seus pensamentos à "Libertação Negra". Balagoon também começou a se afiliar à República de New Afrika, um grupo que defendia que os afro-americanos se identificassem como "novos africanos" e buscassem um estado-nação negro na América do Norte. Deste ponto em diante Balagoon identificou-se como um "Novo Africano Anarquista"("New Afrikan Anarchist").

### Segunda fuga da prisao, roubo de Brink em 1981
Balagoon escapou da Prisão Estadual de Rahway em Nova Jersey e ficou clandestino mais uma vez em 27 de maio de 1978, desta vez fugindo com o Exército de Libertação Negra. Ele foi acompanhado por gente como Sekou Odinga, que havia retornado da África. Em 2 de novembro de 1979, Balagoon estava entre os membros do BLA que tirou Assata Shakur da Clinton Correctional Facility for Women. Shakur havia sido presa após sua condenação pelo assassinato em 1973 do policial Werner Foerster.
Em janeiro de 1982, Balagoon foi capturado e acusado ao lado de membros do BLA e do Weather Underground de participar de um assalto à mão armada de caminhão blindado, conhecido como roubo de Brink de 1981, em West Nyack, Nova York, em 20 de outubro de 1981, uma ação em que dois policiais, Waverly Brown e Edward O'Grady, e um mensageiro de dinheiro (Peter Paige) foram mortos.

### Anos finais
Balagoon foi condenado por homicídio e outras acusações e sentenciado à prisão perpétua. Em uma entrevista de televisão no início de 1980, Balagoon endossou o assassinato de membros do Exército de Libertação Negra que se tornaram informantes da polícia e deram provas usadas para condenar membros do BLA como Balagoon, que Balagoon ridicularizou como "traidores". Na mesma entrevista, Balagoon descreveu os atentados a bomba no quartel de Beirute em 1983, nos quais dois homens-bomba mataram 307 pessoas, a maioria de membros das forças de paz americanas e francesas, como "bonito", "incrível" e que havia "muito a aprender" com isso.
Balagoon morreu na prisão de pneumonia pneumocística, uma doença relacionada à AIDS, em 13 de dezembro de 1986, aos 39 anos.
Balagoon escreveu vários textos enquanto estava na prisão, escritos que se tornaram influentes entre negros e outros anarquistas desde que foram publicados e distribuídos por redes de apoio a prisioneiros anarquistas nas décadas de 1980 e 1990. Em 2019, a PM Press lançou Kuwasi Balagoon: A Solider's Story . A coleção de escritos de e sobre Balagoon foi editada por Matt Meyer e Karl Kersplebedeb e inclui contribuições de Sekou Odinga, David Gilbert, Meg Starr, Ashanti Alston e outros ativistas.